# Nitria
Mit Nitria wird eine ägyptische, christliche Eremitensiedlung im westlichen Teil des Nildeltas, ca. 70 km südöstlich von Alexandria und 15 km südlich von Damanhur, bezeichnet.
Der frühchristliche Schriftsteller Palladios (ca. 364–430) spricht vom Berg Nitria, obwohl es sich nur um eine kleine Erhöhung oder Düne über der flachen Ebene des Nildeltas handeln kann. Die Nitria lag am Rand des damaligen bebauten Landes in der Nähe eines Kanals zwischen dem Mareotissee und dem westlichen Rosetta-Nilarm an einem Natronsee, nach dem sie benannt wurde. Heute liegt sie mitten unter landwirtschaftlich genutztem und bewässertem Gebiet in der Nähe des heutigen Dorfes Al Barnuji und kann archäologisch nur schwer nachgewiesen werden. Neben der Sketis und der Kellia (Zellenwüste) ist die Nitria eines der Gebiete in den Saharaausläufern südwestlich des Nildeltas zwischen Alexandria und Gizeh, wo sich in der ersten Hälfte des 4. Jahrhunderts eine der Grundformen des christlichen Mönchtums entwickelte, nämlich die der Eremitengemeinschaft. Hierher zogen sich nach dem Vorbild des Heiligen Antonius Christen (insbesondere aus der nahen Metropole Alexandria) zurück, um der Welt in Askese zu entsagen. 
Die Mönchssiedlung Nitria wurde um 325/30 n. Chr. durch den Antoniusschüler Amun (auch: Ammon, um 288–356) gegründet. Schnell wurde sie bekannt und wuchs bis zum Ende des 4. Jahrhunderts auf mehrere tausend Einwohner, darunter nicht nur Mönche, sondern auch Kaufleute und Bankiers, an. Die Nitria wurde wegen ihrer Nähe zu Alexandria und mit dem Bekanntwerden der neuen christlichen Lebensform, dem Mönchtum, zu einem Anziehungspunkt für antike Reisende, die aus religiösen Gründen und aus Sensationsgier die seltsame Mönchssiedlung besichtigen wollten. Deshalb zog sich Amun bereits 338 ca. 15 km weiter südlich in die Wüste zurück und gründete dort mit ein paar Brüdern die Kellia. Am Eingang zur Nitria standen die drei berühmten Palmen der Nitria. An jeder dieser Palmen hing eine Peitsche, mit denen Sünder und Verbrecher, die jeweilige Palme umklammernd, ausgepeitscht wurden; an der ersten Palme die Mönche, die sich gegen ihre Brüder versündigt hatten, an der zweiten Palme Räuber und Diebe und an der dritten Palme Fremdlinge, die sich nicht zu benehmen wussten. Im 5. und 6. Jahrhundert ging die Einwohnerzahl wegen vieler Nomadenüberfälle zurück, Mitte des 7. Jahrhunderts wurde die Siedlung ganz aufgegeben.